# José María Velázquez
José María Velázquez-Gaztelu (Cádiz, 1942) es un poeta y cineasta español. Cofundador de la revista Liza, de Arcos de la Frontera. Escritor y poeta, ha sido coguionista, entrevistador, redactor de textos y flamencólogo de las series de 115 capítulos de TVE, Rito y Geografía del Cante y Rito y Geografía del Baile. Es colaborador asiduo del sello discográfico RTVE Música, para el que dirige la colección Nuestro Flamenco.
Ha pronunciado conferencias en universidades, centros culturales y conservatorios de España, Marruecos, Inglaterra, Jordania, Egipto, Estados Unidos, Líbano, Siria, Francia, Japón y Alemania.
Desde 1984, escribe, dirige y presenta el programa de Radio Clásica, RNE, Nuestro Flamenco. Recibió el Premio Nacional de la Cátedra de Flamencología en 1972 por la serie de televisión Rito y Geografía del Cante; en 1979 por sus artículos y reportajes sobre flamenco, publicados en diarios y revistas, y en 1997 por su programa de radio Nuestro Flamenco.
En 2019 es elegido para leer el Manifiesto en defensa del flamenco en Jerez de la Frontera.
Destacan su obras La ceniza, Ritos y Los límites del desierto.
Recibió el III Premio Internacional de Investigación del Flamenco.